# Theódoros Tselídis
Theódoros Tselídis (grec moderne : Θεόδωρος Τσελίδης ; russe : Фёдор Николаевич Целиди‎‎) / Fiodor Nikolaïevitch Tselidi) est un judoka grec, né le 5 août 1996 à Vladikavkaz en Russie.

## Palmarès

### Jeux olympiques
- Paris 2024
  -  médaille de bronze en -90 kg[1]

### Championnats d'Europe
- Tel Aviv 2018
  -  médaille de bronze en -90 kg.
- Sofia 2022
  -  médaille de bronze en -90 kg.